# Emre Koyuncu
Emre Koyuncu (* 4. Februar 1996 in Tarsus) ist ein türkischer Fußballtorhüter.

## Karriere

### Verein
Koyuncu begann mit dem Vereinsfußball in der Jugend von Tarsus Belediyespor und wechselte 2006 in die Jugend von Tarsus İdman Yurdu. Hier erhielt er 2013 einen Profivertrag und war ab der Saison 2014/15 auch Teil der Profimannschaft. Nachdem er hier bis zum Sommer 2016 als Ersatzkeeper zu einigen Pflichtspieleinsätzen gekommen war, wechselte er nach dem Abstieg seines Vereins in die TFF 3. Lig zum Drittligisten MKE Ankaragücü. Auch bei diesem Verein kam er als Ersatzkeeper zu einigen Einsätzen und stieg mit ihm als Meister der TFF 2. Lig in die TFF 1. Lig auf. Die Saison 2017/18 verbrachte er zur Hälfte bei den Hauptstädtern und wurde für die Rückrunde an den Drittligisten Altay İzmir ausgeliehen. Auch mit diesem Verein wurde Koyuncu Meister der 2. Lig und stieg mit ihm TFF 1. Lig auf.
Im Sommer 2018 wurde er von Altay İzmir samt Ablöse verpflichtet und erkämpfte sich hier einen Stammplatz.

### Nationalmannschaft
Koyuncu startete seine Nationalmannschaftskarriere 2012 mit einem Einsatz für die türkische U-16-Nationalmannschaft. Später folgten auch Einsätze für die U-18- und die U-19-Nationalmannschaften der Türkei.

## Erfolge
Mit MKE Ankaragücü
- Meister der TFF 2. Lig und Aufstieg in die TFF 1. Lig: 2016/17

Mit Altay İzmir
- Meister der TFF 2. Lig und Aufstieg in die TFF 1. Lig: 2017/18